# Hogna ferox
Hogna ferox este o specie de păianjeni din genul Hogna, familia Lycosidae. A fost descrisă pentru prima dată de Lucas, 1838. Conform Catalogue of Life specia Hogna ferox nu are subspecii cunoscute.